# Bor (Serbia)
Bor (serbocroata cirílico: Бор) es una ciudad de Serbia, capital del distrito homónimo.
En 2011 su población era de 48 615 habitantes, de los cuales 34 160 vivían en la propia ciudad y el resto en las 13 pedanías del municipio. La mayoría de los habitantes son étnicamente serbios (35 435 habitantes), con minorías de valacos (6701 habitantes) y gitanos (1758 habitantes).
Se ubica en el este del país, unos 20 km al oeste de la frontera con Bulgaria.

## Pedanías
- Brestovac
- Bučje
- Gornjane
- Donja Bela Reka
- Zlot
- Krivelj
- Luka
- Metovnica
- Oštrelj
- Slatina
- Tanda
- Topla
- Šarbanovac

## Clima
| Parámetros climáticos promedio de Bor | Parámetros climáticos promedio de Bor | Parámetros climáticos promedio de Bor | Parámetros climáticos promedio de Bor | Parámetros climáticos promedio de Bor | Parámetros climáticos promedio de Bor | Parámetros climáticos promedio de Bor | Parámetros climáticos promedio de Bor | Parámetros climáticos promedio de Bor | Parámetros climáticos promedio de Bor | Parámetros climáticos promedio de Bor | Parámetros climáticos promedio de Bor | Parámetros climáticos promedio de Bor | Parámetros climáticos promedio de Bor |
| Mes                                   | Ene.                                  | Feb.                                  | Mar.                                  | Abr.                                  | May.                                  | Jun.                                  | Jul.                                  | Ago.                                  | Sep.                                  | Oct.                                  | Nov.                                  | Dic.                                  | Anual                                 |
| ------------------------------------- | ------------------------------------- | ------------------------------------- | ------------------------------------- | ------------------------------------- | ------------------------------------- | ------------------------------------- | ------------------------------------- | ------------------------------------- | ------------------------------------- | ------------------------------------- | ------------------------------------- | ------------------------------------- | ------------------------------------- |
| Temp. máx. media (°C)                 | 2.0                                   | 3.8                                   | 9.6                                   | 15.2                                  | 20.2                                  | 23.4                                  | 25.9                                  | 25.9                                  | 22.2                                  | 15.7                                  | 7.9                                   | 3.2                                   | 14.6                                  |
| Temp. media (°C)                      | -1.0                                  | 0.5                                   | 5.1                                   | 10.0                                  | 14.8                                  | 17.8                                  | 19.8                                  | 19.6                                  | 16.1                                  | 10.8                                  | 4.5                                   | 0.6                                   | 9.9                                   |
| Temp. mín. media (°C)                 | -4.0                                  | -2.8                                  | 0.7                                   | 4.8                                   | 9.4                                   | 12.3                                  | 13.7                                  | 13.4                                  | 10.1                                  | 5.9                                   | 1.1                                   | -1.9                                  | 5.2                                   |
| Precipitación total (mm)              | 44                                    | 43                                    | 45                                    | 55                                    | 77                                    | 85                                    | 65                                    | 53                                    | 48                                    | 44                                    | 55                                    | 56                                    | 670                                   |
| Fuente: Climate-Data.org              |                                       |                                       |                                       |                                       |                                       |                                       |                                       |                                       |                                       |                                       |                                       |                                       |                                       |

## Deportes
- FK Bor